# Massimo Zilli
Massimo Zilli (Udine, 17 luglio 2002) è un calciatore italiano, attaccante del Frosinone in prestito dal Cosenza.

## Carriera
Cresciuto nei settori giovanili di Pordenone e Lazio, nel 2020 si trasferisce al Cosenza. Esordisce in prima squadra il 10 aprile 2022, nella partita di Serie B persa per 0-2 contro il Monza; il 6 maggio segna la prima rete tra i professionisti, in occasione della vittoria per 1-0 contro il Cittadella. Il 21 luglio seguente prolunga fino al 2025 con i calabresi.
Il 18 gennaio 2024 viene ceduto in prestito con diritto di riscatto alla SPAL, scendendo così in Serie C. Dopo aver segnato quattro reti nelle ultime sei partite di campionato, risultate decisive per la salvezza degli emiliani, non viene poi acquistato dal club biancazzurro, facendo così ritorno al Cosenza.
Il 13 agosto 2025 viene ceduto in prestito al Frosinone.

## Statistiche

### Presenze e reti nei club
Statistiche aggiornate al 13 maggio 2025.
| Stagione        | Squadra         | Campionato      | Campionato | Campionato | Coppe nazionali | Coppe nazionali | Coppe nazionali | Coppe continentali | Coppe continentali | Coppe continentali | Altre coppe | Altre coppe | Altre coppe | Totale | Totale |
| Stagione        | Squadra         | Comp            | Pres       | Reti       | Comp            | Pres            | Reti            | Comp               | Pres               | Reti               | Comp        | Pres        | Reti        | Pres   | Reti   |
| --------------- | --------------- | --------------- | ---------- | ---------- | --------------- | --------------- | --------------- | ------------------ | ------------------ | ------------------ | ----------- | ----------- | ----------- | ------ | ------ |
| 2021-2022       | Cosenza         | B               | 6+2        | 1          | CI              | 0               | 0               | -                  | -                  | -                  | -           | -           | -           | 8      | 1      |
| 2022-2023       | Cosenza         | B               | 29+2       | 0          | CI              | 1               | 0               | -                  | -                  | -                  | -           | -           | -           | 32     | 0      |
| 2023-gen. 2024  | Cosenza         | B               | 6          | 1          | CI              | 1               | 0               | -                  | -                  | -                  | -           | -           | -           | 7      | 1      |
| gen.-giu. 2024  | SPAL            | C               | 15         | 4          | CI-C            | -               | -               | -                  | -                  | -                  | -           | -           | -           | 15     | 4      |
| 2024-2025       | Cosenza         | B               | 24         | 3          | CI              | 1               | 0               | -                  | -                  | -                  | -           | -           | -           | 25     | 3      |
| Totale Cosenza  | Totale Cosenza  | Totale Cosenza  | 65+4       | 5          |                 | 3               | 0               |                    | -                  | -                  |             | -           | -           | 72     | 5      |
| 2025-2026       | Frosinone       | B               | 0          | 0          | CI              | -               | -               |                    | -                  | -                  |             | -           | -           | 0      | 0      |
| Totale carriera | Totale carriera | Totale carriera | 80+4       | 9          |                 | 3               | 0               |                    | -                  | -                  |             | -           | -           | 87     | 9      |